# L'Insurgé (Résistance)
Pour les articles homonymes, voir L'Insurgé.
L'Insurgé était un mouvement socialiste de résistance intérieure française, créé en 1940 à Lyon par des militants du Parti socialiste ouvrier et paysan (PSOP). 
Le mouvement est dirigé par Marie-Gabriel Fugère jusqu'à son arrestation en septembre 1943.
26 numéros de son journal L'Insurgé ont été publiés dans la clandestinité. L'Insurgé se présentait comme « Organe socialiste de libération prolétarienne », ou dans certains numéros comme « Organe de libération ouvrière et paysanne » ou « Organe socialiste de libération des masses laborieuses ». 
Le mouvement L'Insurgé diffusait également Le Peuple syndicaliste, journal clandestin se présentant comme « fondé par les syndiqués militants de la CGT », appelant sur sa manchette à l'« Unité d'action antifasciste ».

## Pour approfondir